# Fehrenbracht
Fehrenbracht ist ein Ortsteil der Gemeinde Finnentrop in Nordrhein-Westfalen im südlichen Teil des Sauerlandes mit rund 40 Einwohnern.

## Geographie
Das Dorf liegt an der Nordspitze des Kreises Olpe zwischen den Gebirgszügen des Ebbegebirges im Südwesten und der Homert im Nordosten. Durch den Ort führt die Kreisstraße K 23 und fließt der Fretterbach. Nachbarortschaften sind Schliprüthen und Serkenrode.

## Geschichte
Das Dorf gehörte ursprünglich zur Pfarrei Eslohe, die in der ersten Hälfte des 9. Jahrhunderts gegründet wurde. Später kam der Ort zur Pfarrei Schliprüthen. Zu dieser Zeit besaßen die umliegenden Dörfer Fehrenbracht, Serkenrode und Dormecke bereits Kapellen, die schon vor 1300 bezeugt waren.
Am 16. Januar 1911 wurde die Bahnstrecke Finnentrop–Wennemen in Betrieb genommen. Der kleine Ort bekam mit dem Bau der Strecke einen Bahnhof, der täglich mit zwei Beamten besetzt war. Die Ankunft des ersten Personenzuges in Fehrenbracht (damals noch Bracht) sorgte für einen Volksauflauf. Nachfolgend kamen täglich 16 Züge durch den Ort. Nach dem Zweiten Weltkrieg ging der Schienenverkehr zurück. Der letzte Personenzug von Finnentrop nach Wennemen fuhr am 21. Mai 1966. Der Betrieb der Strecke wurde vier Monate später eingestellt. 
Mit dem Gesetz zur Neugliederung des Landkreises Olpe vom 18. Juni 1969 wurde die Gemeinde Schliprüthen mit dem Ort Fehrenbracht sowie die Gemeinde Schönholthausen vom Amt Serkenrode aus dem Kreis Meschede zum 1. Juli 1969 zur neuen Gemeinde Finnentrop zusammengeschlossen und in den Kreis Olpe eingegliedert.
Anfang 1976 wurden die Schienen zwischen Serkenrode und Eslohe abgebaut. Der Bahnhof Fehrenbracht wurde abgerissen und der an den Bahnhof angrenzende, 689 Meter lange Kückelheimer Tunnel wurde zugemauert. 1995 errichtete die Gemeinde Finnentrop vom Tunnel Fehrenbracht bis Lenhausen einen Radweg, der weitgehend auf der früheren Bahntrasse verläuft. Seit 2006 ist auch der Tunnel in den Sommermonaten für Radfahrer freigegeben. Von Oktober bis April überwintern dort Fledermäuse. Die Strecke ist seit 2007 ein Teil des SauerlandRadrings.

## Religion
Im Dorf steht die Lucia-Kapelle.

## Persönlichkeiten
Der Prämonstratenser, Lehrer und Jacobiner Friedrich Georg Pape (1763–1816) wurde in Fehrenbracht geboren.